# Rafael Freyre
Rafael Freyre är en ort i Kuba.   Den ligger i provinsen Provincia de Holguín, i den östra delen av landet, 700 km öster om huvudstaden Havanna. Rafael Freyre ligger 26 meter över havet och antalet invånare är 50 080.
Terrängen runt Rafael Freyre är platt. Runt Rafael Freyre är det ganska tätbefolkat, med 70 invånare per kvadratkilometer. Rafael Freyre är det största samhället i trakten. Omgivningarna runt Rafael Freyre är en mosaik av jordbruksmark och naturlig växtlighet.